# Semiempiriska metoder inom kvantkemi
Semiempiriska metoder är en viktig klass av beräkningsmetoder inom kvantkemi och beräkningskemi. De semiempiriska metoderna baseras i regel mycket på Hartree-Fockteorin. 
Hartree-Fockteorin är stor betydelse inom beräkningskemi genom att den gör det möjligt att utnyttja schrödingerekvationens sätt att modellera kvantmekaniska flerelektronsystem i praktiskt genomförbara beräkningar. Med Schrödingerekvationen i sin ursprungliga form är detta inte möjligt för system med fler än en elektron (det vill säga väteatomen). Trots sin kraftfullhet som fysisk och matematisk modell har dock Hartree-Fockteorin många praktiska begränsningar. Särskilt under tidigare år då tillgången till beräkningskapacitet var en bråkdel av idag, var det en enorm utmaning med Hartree-Fockbaserade beräkningar även på mycket små system. 
Kemister som insåg styrkan i Hartree-Fockformalismen började dock försöka hitta sätt att skapa Hartree-Fockbaserade metoder som både var lättare att tillämpa praktiskt samt som gav bättre resultat. Detta kunde man bland annat uppnå genom att införa olika typer av approximationer samt genom att inkludera parametrar tagna empiriska data. Mer specifikt kan det handla om att exempelvis flera tvåelektronsintegraler tilldelas samma värde, medan andra utesluts helt. För att kompensera denna förlust av information anpassas (parametriseras) modellen för att stämma mot experimentella data eller resultat som från ab initio-beräkningar (det vill säga motsvarande beräkningsmetod utan approximationer).
Semiempiriska metoder förekommer än idag i stort antal i litteraturen, och eftersom det alltid tycks finnas forskare som är intresserade att göra beräkningar på större molekyler än vad som är möjligt med ab initio-metoder så kan man räkna med att de kommer att fortsätta att utvecklas och förbättras.

## Grundläggande formalismer inom semiempiriska metoder
Följande formalismer hör till de grundläggande inom semiempiriska metoder inom kvantkemi, och utgör grunden för flera av de populäraste kvantkemiska beräkningsmetoderna idag (bland annat AM1 och PM3).

### CNDO Formalism
CNDO står för Complete Neglect of Differential Overlap. Det är en formalism som bygger vidare på en tidigare modell, "utökad Hückelteori" eller "EHT", som inte inkluderade några elektroner alls explicit i beräkningarna. CNDO bygger vidare på EHT genom att införa termer för elektron-elektronrepulsioner. Dock beräknas inte alla sådana termer lika rigoröst. Bl.a. utesluts några helt medan andra approximeras, medan ytterligare andra anpassas till experimentella data från spektroskopi. De approximationer som görs är dels att bara yttre de yttre valenselektronerna tas med explicit, samt de approximationer som beskrivs i zero-differential overlapapproximationen.
Resultaten blir bland annat att antalet nollskilda tvåelektronintegraler för CNDO minskar från {\displaystyle N^{4}} till {\displaystyle N^{2}} samt att värdena för dessa kan beräknas algebraiskt istället för genom explicit integration.

### INDO Formalism
INDO står för Intermediate Neglect of Differential Overlap, och är en modifiering av CNDO där man inkluderar alla 2-elektronsintegraler för elektroner på samma atom/center. INDO - i sitt originalutförande - används inte längre särskilt ofta men ligger däremot till grund för många andra metoder.

### NDDO Formalism
NDDO står för Neglect of Diatomic Differential Overlap. Formalismen bygger vidare på INDO genom att lägga till 2-elektronsintegraler för par av elektroner som befinner sig på olika atomer/centra. Med "lägga till" avses att unika värden för integralerna räknas ut istället för att alla integraler får ett och samma värde.

## Populära semiempiriska beräkningsmetoder

### AM1
AM1, Austin Model 1, är en generalisering av MNDO. Jämfört med MNDO har repulsionen mellan atomer nära varandra minskat, genom att fler Gaussfunktioner har lagts till. Det leder till mer komplex parametrisering, eftersom antalet parametrar per atom ökar från 7 i MNDO till 13-16 i AM1. 
Resultat från AM1-beräkningar används ibland som utgångspunkt för parametriseringar av kraftfält i molekylmodellering.

### PM3
PM3 står för "Parametrized Model 3". Namnet kommer av att dess skapare såg den som den tredje i raden av vidareutvecklingar av NDDO-formalismen, efter MNDO och AM1. PM3 bygger vidare på NDDO genom att införa parametrisering, d.v.s. optimering av parametrar i beskrivningen av de gaussfunktioner som används för att beskriva basfunktionerna/atomorbitalerna.
PM3:s skapare, J. P. Stewart, deltog i utvecklingen av AM1-metoden, men var inte helt tillfreds med hur utvecklingen av denna metod hade gått till, bland annat på grund av en del subjektiv bedömning av vad som kunde anses vara rimliga parametriseringar. Istället för att bedöma detta subjektivt använde sig Stewart av komplexa optimeringsalgoritmer för att systematiskt vaska fram den mest optimala parametriseringen. Han passade även på att göra denna optimering för en rad grundämnen samtidigt (simultant), vilket gav extra robusthet åt modellen.
Vid tiden för PM3:s skapande hade man tillgång till betydligt mer beräkningskapacitet än då man utvecklade AM1, vilket bidrog till att Stewarts systematiska angreppssätt blev möjligt.